# 大嫁風尚
《大嫁風尚》，由大連五洲影視有限公司、浙江晟喜華視文化傳媒有限公司聯合出品，由楊紫、喬振宇領銜主演，由曾曉欣執導，該劇於2015年6月8日在大連開機拍攝，於2016年6月29日在湖北經視首播。

## 播出時間

### 播出
| 频道         | 所在地   | 播映日期      | 备注         |
| ------------ | -------- | ------------- | ------------ |
| 腾讯视频     | 中国大陆 | 2016年6月29日 | 在線播放平台 |
| 胡北經視     | 中国大陆 | 2016年6月29日 |              |
| 湖南娛樂頻道 | 中国大陆 | 2016年7月31日 |              |
| 遼寧衛視     | 中国大陆 | 2016年9月1日  |              |
| 廣東衛視     | 中国大陆 | 2017年4月13日 |              |
| 河南衛視     | 中国大陆 | 2017年5月6日  |              |

## 演员表

### 主要角色
| 演员   | 角色   | 简介 | 备注 |
| 楊紫   | 夏燃   | 愛想婚慶公司的金牌婚禮策劃師，性格真誠直來直往，在工作上擁有許多創意與熱情，深受許多客戶的青睞，擅長解決他人的感情問題，但放到了自己的身上卻不知該如何處裡。 |      |
| 喬振宇 | 金志豪 | 某間整型整所之整形醫生，性格高冷，經前女友不告而別深受情傷，擁有高學歷與高明的醫術，因為客戶而與女主角相識。                                                 |      |
| 朱茵   | 楊素珍 | 夏燃的母親，丈夫早逝，經常為了兩個小孩的瑣事操心，而忽略在自己身旁陪伴多年的好友丁一。                                                                       |      |
| 巫剛   | 丁一   | 夏家的鄰居，由於性命是被哥們夏母過世的丈夫所救，出於愧疚而時常幫助夏家，經過多年相處對夏母產生感情，但從不坦承。                                             |      |
| 李萍   | 高亞萍 | 金志豪的母親，患有心臟病，誤以為兒子喜歡男人，剛做完心臟搭橋手術便馬上回國，待夏燃即好。                                                                     |      |

### 其他角色
| 演员   | 角色   | 简介 | 备注 |
| 寧丹琳 | 聶璇   | 金志豪的前女友，婦產科醫生，與金志豪相愛五年，卻在談婚論嫁之時不告而別，後受到愛想婚慶公司的主管冷超熱烈追求。 |      |
| 是安   | 冷超   | 愛想婚慶公司主管，夏燃的上司，要求非常嚴格，對聶璇一見鍾情而展開強烈追求。                                     |      |
| 景松濤 | 夏燁   | 夏燃的哥哥，熊貓繁殖專家，小時候就向母親說要娶班上同學郝佳為妻。                                               |      |
| 周詩璇 | 郝佳   | 夏燁的妻子，從小在福利院長大，渴望有一個完整的家，非常喜愛小孩子。                                             |      |
| 郭鵬   | 蔣劍南 | 夏燃的前男友，在結婚大典前突然消失，因與助理劈腿夏燃，向夏燃提出分手。                                         |      |
| 郭曉婷 | 周西西 | 聶璇的妹妹，與姐姐感情很好。                                                                                   |      |
| 張悅   | 小夢   | 愛想婚慶公司的員工，大衛的女朋友。                                                                             |      |
| 孫聰   | 大衛   | 愛想婚慶公司的員工，夏燃的同事兼閨蜜。                                                                         |      |
| 楊梓墨 | 包貝貝 | 蔣劍南的助理，蔣劍南劈腿對象。                                                                                 |      |
| 於月仙 | 顧小曼 | 與老耿離婚後，為了老耿原想整形，後在夏燃鼓勵下努力健身找回自信。                                               |      |
| 姚剛   | 老耿   | 雨顧小曼離婚後，又與另一女子籌辦婚禮，後又與小曼復合。                                                         |      |
| 王晴   | 丁虹   | 丁一的女兒。                                                                                                   |      |
| 李夢男 | 朱志文 | 丁虹的丈夫。                                                                                                   |      |
| 尹俊   | 小崔   | 造型師，一開始被誤認為與金志豪是情侶。                                                                         |      |
| 鄭家倫 | 小弟   | 金志豪的外甥。                                                                                                 |      |
| 屈剛   | 牛子健 | 飯店主廚，與夏母曾是前後桌的同學。                                                                             |      |
| 朱文超 | 陸光   | 夏燃的相親對象。                                                                                               |      |
| 楊曉丹 | 美麗   | 金母的朋友，受金母所託試探金志豪。                                                                             |      |
| 王品一 | 肖醫生 | 金志豪的同事，時常與金志豪起衝突。                                                                             |      |
| 宋佳霓 | 木木   | 因男友王京的不辭而別而對王京心灰意冷。                                                                         |      |
| 胡乃青 | 王京   | 消防隊隊員，因救火而毀容，逃避木木去整容，後尋找夏燃策劃求婚儀式。                                             |      |
| 高爽   | 林珊   | 夏燁的下屬。                                                                                                   |      |
| 關曉文 | 三表姑 | 夏燃的三表姑。                                                                                                 |      |
| 孫毅   | 房飛   | 原本找來扮演夏燃新郎的人。                                                                                     |      |
| 周朋   | 周子鵬 | 廚藝大賽主持人。                                                                                               |      |
| 代露娃 | 馮小雨 | |      |
| 畢曉晨 | 土豪   | |      |
| 趙毅新 | 陳宵   | |      |
| 劉金妮 | 老孟   | |      |
| 崔新   | 英英   | |      |
| 孫慧   | 小周   | |      |
| 李欣蘊 | 小靜   | |      |
| 鄧晴   | 王瑞   | |      |

## 電視原聲帶
| 曲序 | 曲目                 |      | 作曲 | 演唱   |
| ---- | -------------------- | ---- | ---- | ------ |
| 1.   | 相愛吧（片頭曲）     | 小哲 | 小哲 | 丁丁   |
| 2.   | 我們結婚吧（片尾曲） | 丁於 | 丁於 | 金志文 |
| 3.   | 等候（插曲）         | Leon | 小哲 | 小哲   |

## 獲獎與提名
| 日期          | 頒獎典禮                     | 獎項                   | 結果 |
| ------------- | ---------------------------- | ---------------------- | ---- |
| 2016年11月2日 | 第十二屆中美電影節“金天使獎” | 優秀中國電視劇金天使獎 | 獲獎 |